# Waltraud Miszkiewicz
Waltraud Miszkiewicz (* 25. Februar 1927 in Wolfsberg; † 28. Februar 2018 in Villach) war eine österreichische Politikerin (SPÖ). Von 1984 bis 1989 war sie Erste Vizebürgermeisterin der Stadt Villach.

## Wirken
Waltraud Miszkiewicz wurde als Waltraut Brantner in Wolfsberg geboren, lebte jedoch seit 1933 in Villach. Ihr Engagement in der Stadtpolitik begann mit dem Einzug in den Gemeinderat im Jahr 1974. Vier Jahre später stieg sie zur Stadträtin mit den Agenden Soziales und Umwelt auf. Sie war damit die erste Frau in der Villacher Stadtregierung. Ab 1984 bekleidete sie unter Leopold Hrazdil das Amt der Ersten Vizebürgermeisterin, welches sie auch zu Beginn der Bürgermeisterschaft Helmut Manzenreiters noch weiterführte. Miszkiewicz blieb auch nach ihrem Ausscheiden aus der Politik gesellschaftlich aktiv, unter anderem engagierte sie sich für die Bezirksgruppe Villach der Volkshilfe und gründete verschiedene Seniorenclubs. Waltraut Miszkiewicz verstarb kurz nach ihrem 91. Geburtstag in Villach. Ihre Tochter Nicole Cernic ist ebenfalls politisch aktiv.